# Tomb Raider (відеогра, 2013)
Tomb Raider (укр. «Розкрадачка гробниць») — багатоплатформова відеогра в жанрі пригодницький бойовик від третьої особи з рольовими елементами, що вийшла на PlayStation 3, Xbox 360 та PC 5 березня 2013 року, також відома під назвами Tomb Raider 9, Tomb Raider: Ascension та Cryptids. Гра була розроблена американською студією Crystal Dynamics спільно з канадською компанією Eidos Montreal та видана холдингом Square Enix. Проект, який являє собою перезапуск серії Tomb Raider, розповідає про молоду дівчину-археолога Лару Крофт, яка після корабельної аварії потрапила на таємничий острів. Основна концепція гри полягає в зміні емоційного образу протагоністки, якій необхідно боротися в умовах дикої природи.. Ґеймплей проекту будується на сутичках з ворогами, вирішенні головоломок та вивченні світу. До основних ігровим нововведень належать поява системи укриттів, побічних квестів та мультиплеєра. Слоганом Tomb Raider служить фраза «Народження легенди» (англ. A survivor is born).
Розробка проекту розпочалася ще у 2008 році. Більшість ключових осіб, відповідальних за написання сценарію, створення музичного супроводу та озвучення, протягом довгого часу трималося студією в секреті. До релізу проекту розробники влаштовували презентації у різних країнах, у тому числі США, Росії, Іспанії, ПАР, Франції Німеччині та Великій Британії. За підсумками численних виставок, гра, за версією різних журналів та ресурсів, перемогла в номінаціях на найкращий екшн, найкращий пригодницький бойовик, найкращий трейлер, стала найкращою грою Electronic Entertainment Expo, зібравши загалом більше 150 нагород. Більшість оглядачів вважали перезапуск серії вдалим, але відзначили внутрішній дисбаланс сюжету та ігрового процесу. Сексуальне насильство викликало різку негативну реакцію у західних критиків. Продажі проекту виявилися нижчими від очікуваних —— гра розійшлася тиражем в 3,4 мільйона копій. Tomb Raider є основою для третьої екранізації серії, випуск якої планується GK Films спільно з Metro-Goldwyn-Mayer.

## Ігровий процес

### Основи
Ґеймплей Tomb Raider ґрунтується на трьох стовпах: битвах з ворогами, вирішенні головоломок та вивченні світу. Загальна тривалість дев'ятої частині серії варіюється і в середньому може досягати 12-15 годин. Відеогра умовно поділена на три частини: виживання, порятунок та втечу. Для того, аби зробити її доступною для максимально широкого кола користувачів, в ній використовується кілька рівнів складності: легкий, середній та складний. Ця градація переважно впливає на бойову систему. У проекті присутні елементи нелінійності, засновані на різних механіках ігрового процесу. Tomb Raider підтримує систему досягнень. Багато з них, за словами творців, достатньо «веселі та цікаві», а певна їх частина є великодками. Отримання того чи іншого досягнення залежало від кількості зібраних документів, реліквій, розграбованих гробниць, набутих навичок, убитих ворогів та окремих способів розправи над ними.
Концепція рівнів зазнала суттєвих змін — за задумом розробників, вони стали більш нелінійними, створюючи відчуття напіввідкритого світу. Ігрові локації діляться на зони, між якими можна вільно переміщатися, виконуючи ті чи інші завдання. Бренд-директор серії Карл Стюарт зазначав, що студія постаралася подарувати гравцям якомога більше свободи, щоб позбавити відчуття нав'язливого проходження через ланцюжок скриптів. Дослідження світу відкриває нові здібності, а останні, в свою чергу — нові частини рівня.
Усі ігрові квести будуються навколо натуралістичній фізичної моделі і базуються на контролі маси і ваги, властивості вогню, води, вітру та різних матеріалів. Розробники не стали створювати повністю відкритий світ, оскільки центральне місце в проекті займає сюжет. Розробка загадок було однією з найбільших проблем при проектуванні рівнів, оскільки вони безпосередньо залежали від навколишнього оточення, фізики конкретної ситуації та визначали взаємодію гравця з внутрішньо ігровим світом. У минулих іграх серії головоломки ґрунтувалися на механіці важелів та натискання плит, в Tomb Raider ж загадки більш органічно вписані в ігровій контекст. Перші етапи гри побудовані таким чином, щоб навчити гравця правилами, за якими взаємодіють різні предмети. У проекті присутні завдання з декількома способами вирішення.

### Навігація
Гравець отримує можливість вільного пересування по острову, майже повністю відкритому для вільного пересування, за винятком деяких частин, які можна досліджувати при отриманні необхідного обладнання. На ранній стадії розробки протагоністка могла розвідувати місцевість верхи на коні, однак ця можливість так і не увійшла у фінальну версію гри, оскільки ігрові локації не підходять для кінних пробіжок. Серед інших Ґеймплейний особливостей присутні такі стелс-елементи як здатність підкрадатися і ховатися в тіні. Динамічна система укриттів дає можливість Ларі автоматично притулятися до стін та швидко пересуватися між укриттями.
У грі також наявні рольові елементи — Лара використовує табір, де вона створює та модернізує речі, набуває нових навичок та витрачає отримані очки досвіду. З цієї бази вона може швидко повертатися на вже пройдені локації для пошуку особливих предметів у важкодоступних місцях. Табір створюється шляхом розведення багаття. Гравець може виконувати побічні квести, досліджувати підземелля, знаходити «маски но», фрагменти щоденників та інші об'єкти, деякі з яких висвітлюють сюжетну передісторію. Зібравши артефакти, Лара зможе відкрити якусь глобальну таємницю острова.
Система пересування та стрибків піддалася переробці. Як і в реальному життя, протагоністка не може просто підійти до скелі та вилізти на неї, оскільки підйом може бути занадто крутим, а поверхня — кам'янистою. Втім, деякі з місць добре підходять для альпінізму. Лара може чіплятися за виступи та стрибати між ними, а також з'їжджати по тросам. У проекті використовується система візуальних підказок. З метою навігації Лара може користуватися особливою здатністю, так званим «Інстинктом виживання» (англ. Survival instinct). При його активації навколишній світ тьмяніє та набуває відтінків сірого, а важливі предмети та області підсвічуються жовтим світлом. Він також вказує напрямок руху і ціль місії.

### Світ
Концепція рівнів зазнала суттєвих змін — за задумом розробників, вони стали більш нелінійними створюючи відчуття напіввідкритого світу. Ігрові локації поділяються на зони, між якими можна вільно переміщатися, виконуючи ті чи інші завдання. Бренд-директор серії Карл Стюарт відзначав, що студія постаралася подарувати ґеймерам якомога більше свободи, щоб позбавити гравців від відчуття нав'язливого проходу через ланцюжок скриптів. Дослідження світу відкриває нові здібності, а останні в свою чергу — нові частини рівня.
Всі ігрові квести будуються навколо натуралістичної фізичної моделі і базуються на контролі маси і ваги, властивості вогню, води, вітру та різних матеріалів. Розробники не стали створювати повністю відкритий світ, оскільки центральне місце в проекті займає сюжет. Створення загадок було однією з найскладніших проблем при проектуванні рівнів, оскільки вони безпосередньо залежали від навколишнього оточення, фізики конкретної ситуації та визначали взаємодію гравця з внутрішньоігровим світом. У минулих іграх серії головоломки ґрунтувалися на механіці важелів та натискних плит, в новому Tomb Raider ж загадки органічніше вписані в ігровій контекст. Перші етапи гри побудовані таким чином, щоб навчити гравця правилами, за якими взаємодіють різні предмети. У проекті присутні задачі із декількома способами вирішення.
Протягом гри Ларі необхідно добувати їжу і воду. На ранніх етапах розробки повідомлялося, що травми повинні були безпосередньо впливати на ігровий процес — їх потрібно було лікувати, а серйозні пошкодження могли призводити до змін в швидкості пересування головної героїні. Травма грудної клітки не повинна була дозволяти протагоністці високо стрибати. Студія Crystal Dynamics розглядала можливість отримання героїнею важких переломів, але згодом відмовилася від усіх цих ідей. У релізній версії гри при пораненнях здоров'я протагоністки відновлюється автоматично. На тілі Лари можуть утворюватися синці та садна, а одяг поступово зношується і рветься.

### Бойова система
Бойова система змінилася: кожна сутичка покликана створити відчуття реальної боротьби за життя. Розробники з Crystal Dynamics відмовилися від використання системи захоплення цілі на перевагу вільного прицілу. Спочатку у Лари відсутня зброя, інструменти та інші корисні предмети. Для того щоб вижити, героїня повинна все це знайти або виготовити самостійно. В арсеналі однокористувацької гри анонсовані альпіністський топірець, лук, пістолет, дробовик та автомат часів Другої світової війни. У багатокористувацькому режимі присутні однозарядний гранатомет, автоматична рушниця, кулемет, композитний лук та інше. Кожний з цих видів зброї має базовий набір функцій, які можна покращувати. Поява зброї тісно переплетена з сюжетом та емоційним станом протагоністки. По ходу гри героїня може битися з ворогами в рукопашну. У грі можливе ведення ближнього бою, дальнього та здійснення битв в режимі стелс. Згідно зі статистичними даними, за 11 днів після релізу гравцями було вбито більше 5,29 млн оленів, за допомогою лука — понад 147,675 млн ворогів, і було розграбовано більше 3,57 млн гробниць.